# Brongers klabbe
Brongers klabbe is een monumentale brug over het Grevelingskanaal bij Eppinge 2 in het Drentse dorp Annerveenschekanaal nabij het Grevylinkhuis.

## Geschiedenis

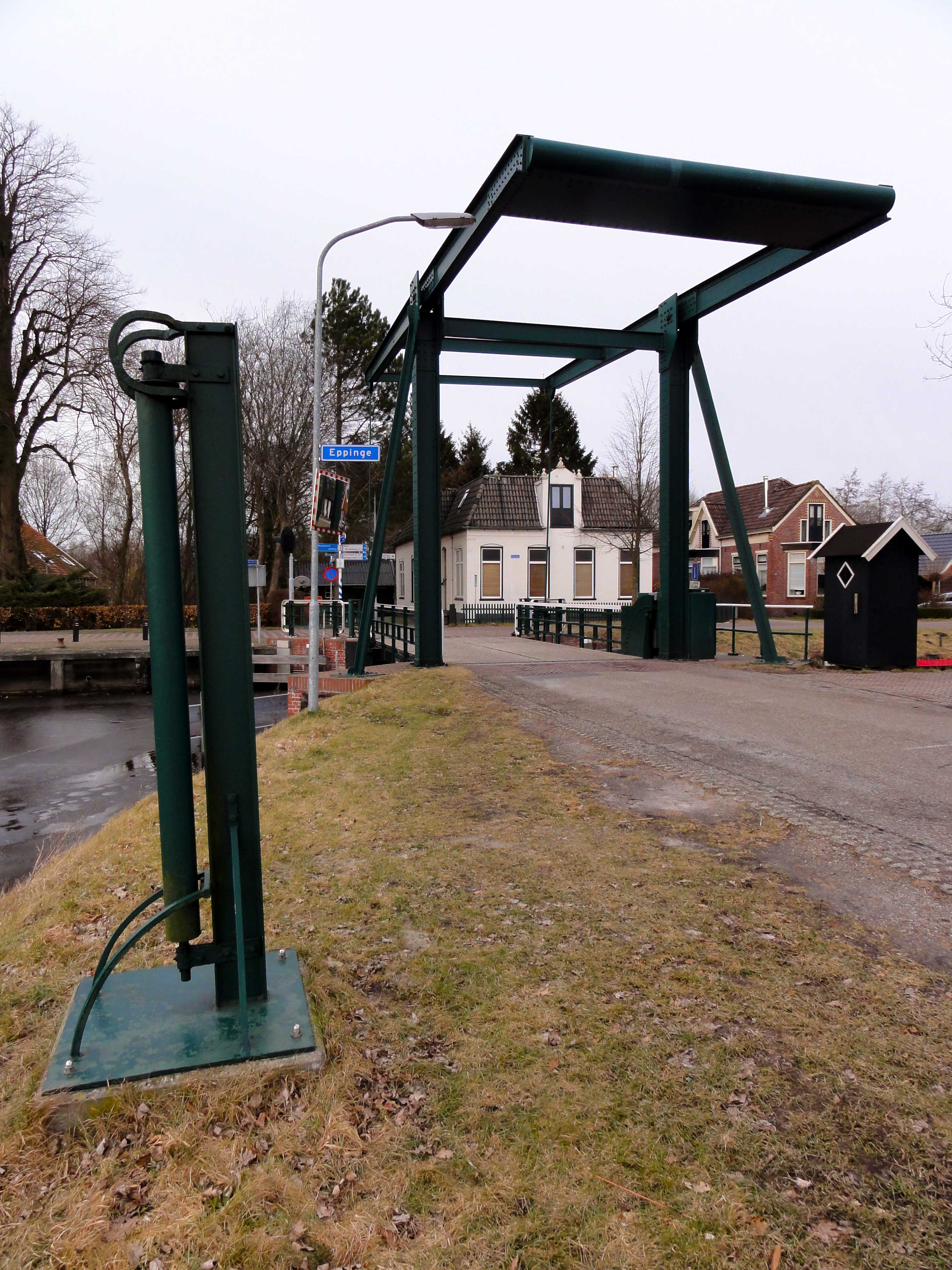
Brongers klabbe met rolpaal

Brongers klabbe werd in 1922 gemaakt ter vervanging van een houten brug op die plaats. Nabij de brug is ook een rolpaal gemaakt, waardoor schepen in staat waren om de scherpe bocht in het kanaal te kunnen nemen. Een tweede rolpaal bevindt zich op ruim vijf kilometer afstand aan de andere einde van het kanaal in Eexterveenschekanaal.
Het beweegbare portaal van de brug, de zogenaamde hameipoort, is van ijzer evenals het brugdek, dat belegd is met houten planken. De balustraden van de brug zijn van geklonken ijzer. De trektuien van de brug zijn van staal. De brug is groen geverfd, de randen van de balustraden zijn in een contrasterende witte kleur geverfd. Naast de brug staat op de zuidoostelijke oever van het kanaal een houten brugwachtershuisje met een ruitvormig venster. Het hefwiel van de brug bevindt zich naast dit brugwachtershuisje.
De brug is erkend als een provinciaal monument onder meer vanwege de cultuurhistorische-, civieltechnische- en stedenbouwkundige waarde. De brug met rolpalen toont de geschiedenis van de vervening in de Gronings-Drentse veenkoloniën en past bij de structuur van het kanaaldorp Annerveenschekanaal met zijn typische lintbebouwing. De brug is tamelijk gaaf bewaard gebleven, vrij zeldzaam en ligt beeldbepalend in dit gedeelte van de veenkoloniën. In 2011 heeft de brug een opknapbeurt ondergaan. Brug en kanaal zijn opgenomen in een plan om de kanalen in het veenkoloniale gebied geschikt te maken voor de toeristische vaarrecreatie.